# Ierland op het Eurovisiesongfestival 2022
Ierland nam deel aan het Eurovisiesongfestival 2022 in Turijn, Italië. Het was de 55ste deelname van het land op het Eurovisiesongfestival. RTE was verantwoordelijk voor de Ierse bijdrage voor de editie van 2022. Brooke Scullion was naar Turijn uitgezonden met het lied That's rich, maar wist zich in de tweede halve finale niet voor de finale te plaatsen.

## Selectieprocedure
Reeds op 20 mei 2021 gaf de Ierse openbare omroep aan te zullen deelnemen aan de zesenzestigste editie van het Eurovisiesongfestival. Op 18 september 2021 maakte de omroep de selectieprocedure bekend. Voor het eerst sinds 2015 konden de Ieren weer via een tv-selectie hun inzending voor het Eurovisiesongfestival kiezen. In 2022 organiseerde de Ierse omroep RTÉ weer een open selectie organiseren waarvan de finale gepland stond in een speciale editie van The Late Late Show. Dat programma werd tot en met 2015 al ingezet om de Ierse bijdrage te selecteren. 
Inzendingen konden tot en met 22 oktober online worden ingestuurd. De omroep deed daarbij een oproep aan met name componisten en tekstschrijvers met een staat van dienst om een nummer in te sturen met daarbij een geschikte artiest. Daarbij voegde de omroep toe dat het ‘waarschijnlijk niet het moment is voor beginnende artiesten en voor artiesten die weinig of geen ervaring hebben met het optreden voor groot publiek.’ Alle inzendingen werden daarbij in eerste instantie gekeurd door een selectiecommissie bestaande uit muziekprofessionals en Eurovisiefans. Indien nodig moeten artiesten ook hun nummer live komen uitvoeren.
De nationale finale vond plaats op 4 februari 2022. Er deden zes artiesten mee, uiteindelijk wist Brooke Scullion er met de winst vandoor te gaan met haar nummer That's Rich. 
Voor de Ieren is het na de zeer succesvolle jaren negentig behelpen op het songfestival. De beste klassering sindsdien kwam al uit 2000 met een zesde plek. Daarna werd alleen in 2006 (Brian Kennedy) en 2011 (Jedward) een plek in de top 10 gehaald, maar wist de Ierse bijdrage met regelmaat nog wel de finale te halen. Sinds de editie van 2014 in Kopenhagen werd alleen in 2018 nog een keer de finale gehaald. De laatste twee deelnames (2019 en 2021) leverden laatste plekken op in de halve finales.

## Eurosong 2022

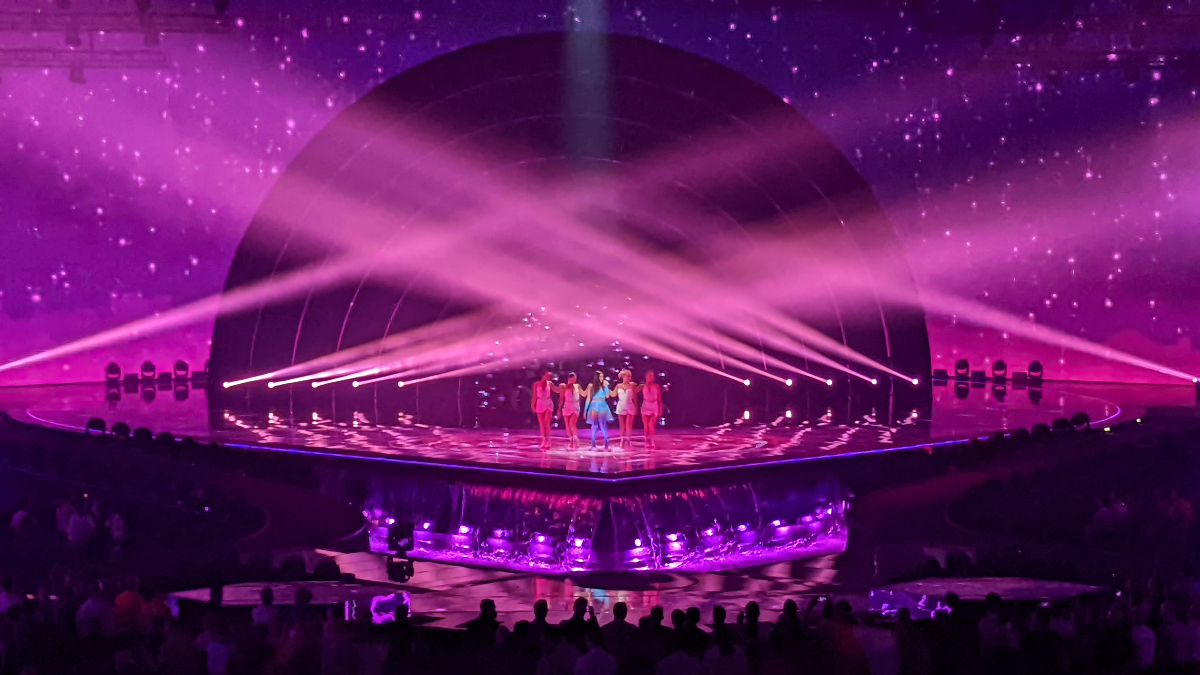
Scullion tijdens de tweede halve finale

| Plaats | Artiest            | Lied                             | Studio Jury | Internationale Jury | Televoting | Totaal |
| ------ | ------------------ | -------------------------------- | ----------- | ------------------- | ---------- | ------ |
| 1      | Brooke Scullion    | That's Rich                      | 4           | 12                  | 12         | 28     |
| 2      | Miles Graham       | Yeah We’re Gonna Get out of It   | 10          | 6                   | 8          | 24     |
| 3      | Janet Grogan       | Ashes of Yesterday               | 12          | 8                   | 4          | 24     |
| 4      | Patrick O’Sullivan | One Night, One Kiss, One Promise | 6           | 10                  | 6          | 22     |
| 5      | Rachel Goode       | I'm Loving Me                    | 2           | 4                   | 10         | 16     |
| 6      | Brendan Murray     | Real Love                        | 8           | 2                   | 2          | 12     |

## In Turijn
Ierland trad als tiende aan tijdens de tweede halve finale, op donderdag 12 mei 2022. Daarin slaagde Brooke Scullion er niet in zich voor de finale te plaatsen.
1965 · 1966 · 1967 · 1968 · 1969 · 1970 · 1971 · 1972 · 1973 · 1974 · 1975 · 1976 · 1977 · 1978 · 1979 · 1980 · 1981 · 1982 · 1983 · 1984 · 1985 · 1986 · 1987 · 1988 · 1989 · 1990 · 1991 · 1992 · 1993 · 1994 · 1995 · 1996 · 1997 · 1998 · 1999 · 2000 · 2001 · 2002 · 2003 · 2004 · 2005 · 2006 · 2007 · 2008 · 2009 · 2010 · 2011 · 2012 · 2013 · 2014 · 2015 · 2016 · 2017 · 2018 · 2019 · 2020 · 2021 · 2022 · 2023 · 2024 · 2025
Albanië · Armenië · Australië · Azerbeidzjan · België · Bulgarije · Cyprus · Denemarken · Duitsland · Estland · Finland · Frankrijk · Georgië · Griekenland · Ierland · IJsland · Israël · Italië · Kroatië · Letland · Litouwen · Malta · Moldavië · Montenegro · Nederland · Noord-Macedonië · Noorwegen · Oekraïne · Oostenrijk · Polen · Portugal · Roemenië · San Marino · Servië · Slovenië · Spanje · Tsjechië · Verenigd Koninkrijk · Zweden · Zwitserland